# Dodge Mirada
El Dodge Mirada fue un automóvil de tamaño medio con tracción trasera, fabricado entre 1980 y 1983 en versión cupé. Fue uno de los tres automóviles producción de la plataforma de Chrysler J, los otros modelos eran la segunda generación del Chrysler Córdoba y el Imperial, estos tres vehículos han sido la respuesta de Chrysler a la reducción de las líneas de los automóviles. El Mirada fue de 800 libras (360 kg) más ligero y su distancia entre ejes de 2,3 "más corta (112,7" vs 115 ") que el Magnum que fue reemplazado. Los números de producción eran bajos, con poco menos de 53.000 unidades vendidas durante su ciclo de producción. El Mirada permanecería relativamente sin cambios durante sus 4 años de emisión, con la excepción de los colores de la pintura y los motores. Fue reemplazado por el 600 en 1983. Debido a la baja producción y la tasa de supervivencia, los Miradas hoy están obteniendo un interés limitado de los coleccionistas, sobre todo los modelos con el motor 5,9 litros V8.

## Comercialización
El Mirada fue comercializado como un coche de lujo personal, un segmento muy popular en ese momento. Sus competidores eran el Chevrolet Monte Carlo, Oldsmobile Cutlass Supreme y Ford Thunderbird. Su publicidad y popularidad eran limitados, ya que el coche se introdujo cuando Chrysler se encontraba en dificultades financieras profundas.